# Ecnomus henoch
Ecnomus henoch är en nattsländeart som beskrevs av Malicky 1993. Ecnomus henoch ingår i släktet Ecnomus och familjen trattnattsländor. Inga underarter finns listade i Catalogue of Life.